# Diocesi di Gerasa

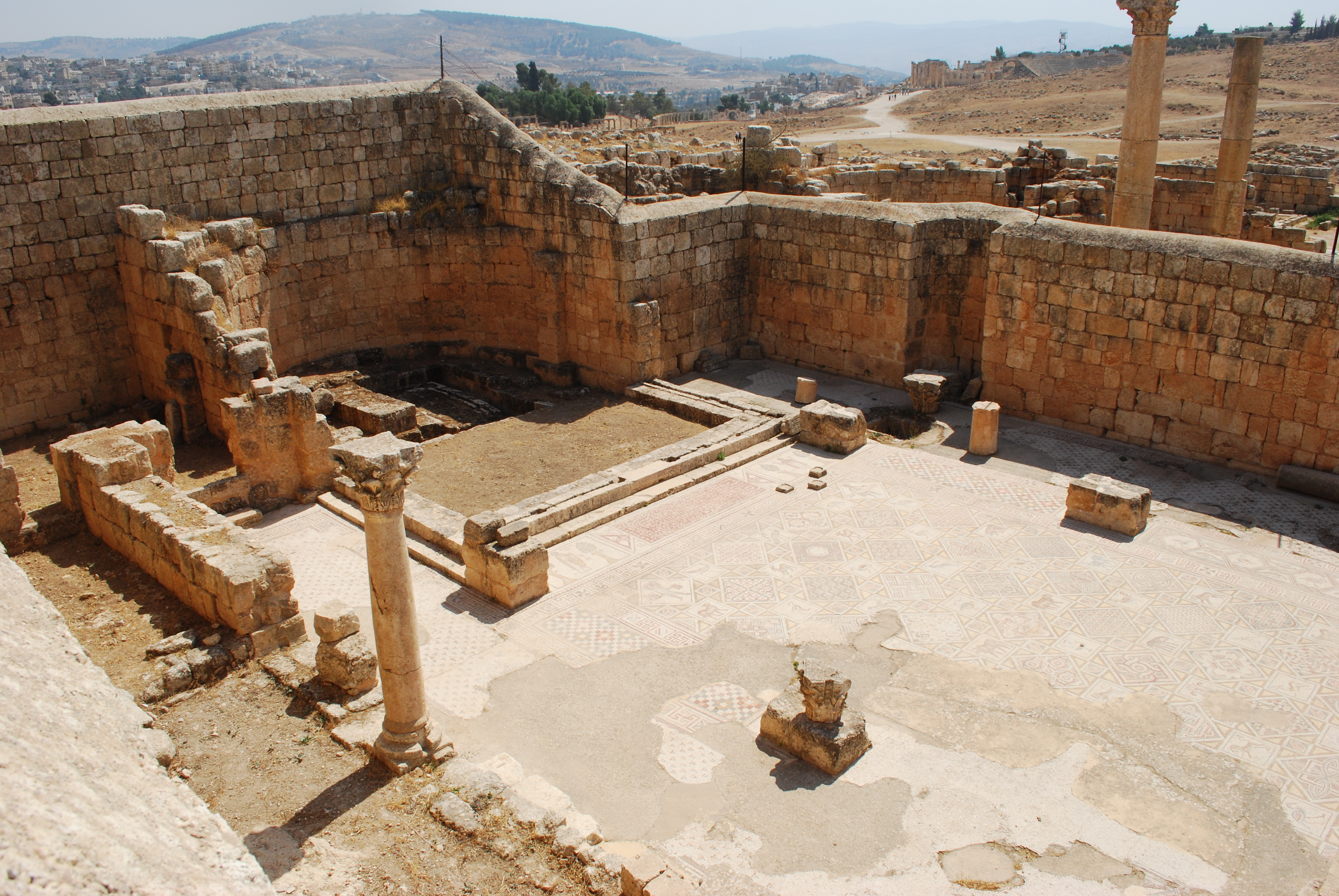
La chiesa dei Santi Cosma e Damiano.

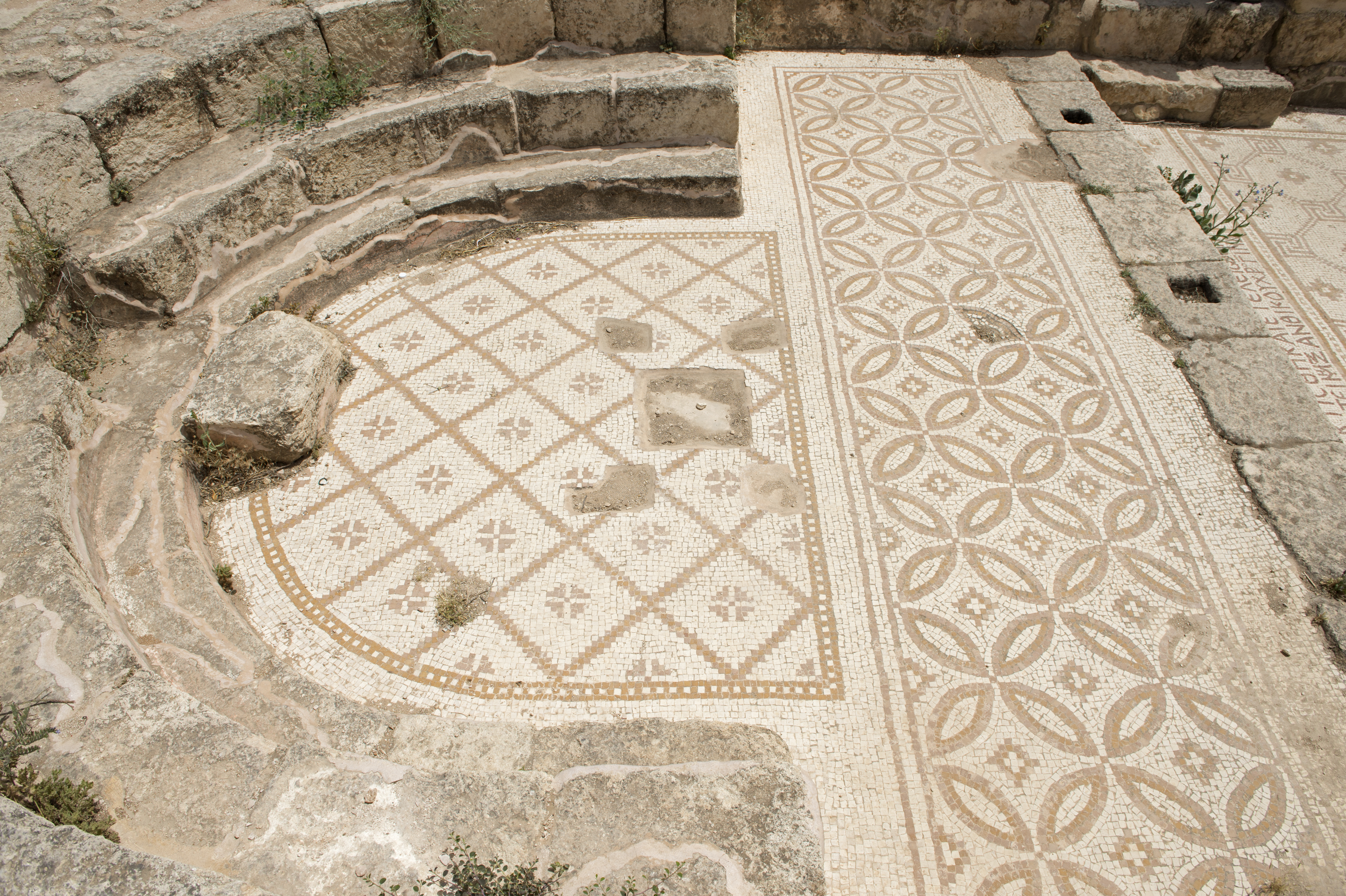
L'abside mosaicato della chiesa del vescovo Mariano.

La diocesi di Gerasa (in latino Dioecesis Gerasena) è una sede soppressa del patriarcato di Antiochia e una sede titolare della Chiesa cattolica.

## Storia
Gerasa, corrispondente alla città di Jerash nell'odierna Giordania, è un'antica sede episcopale della provincia romana d'Arabia nella diocesi civile d'Oriente. Faceva parte del patriarcato di Antiochia ed era suffraganea dell'arcidiocesi di Bosra, come attestato da una Notitia episcopatuum del VI secolo..
Le Quien assegna a questa diocesi due vescovi: Esseresio, che prese parte al sinodo ariano di Seleucia nel 359; e Placco, attestato in due occasioni, al sinodo di Antiochia del 448 contro Iba di Edessa, e al concilio di Calcedonia del 451, dove non fu presente, ma al suo posto firmò gli atti il metropolita Costantino. Allo stesso Placco è attribuita la costruzione delle terme di Gerasa attorno al 454/455.
Gli scavi archeologici e le scoperte epigrafiche hanno permesso di conoscere i nomi di molti altri vescovi oltre a quelli menzionati da Le Quien: Claudio, Enea, Anastasio, Paolo, Isaia, Mariano e Genesio, vissuti tra la prima metà del V secolo e gli inizi del VII. Inoltre gli scavi archeologici hanno riportato alla luce almeno una decina di chiese, databili al VI secolo.
Alcune iscrizioni attestano la presenza di una comunità cristiana ancora a metà dell'VIII secolo.
Dal XVIII secolo Gerasa è annoverata tra le sedi vescovili titolari della Chiesa cattolica; la sede è vacante dal 15 giugno 2011.

## Cronotassi

### Vescovi greci
- Esseresio † (menzionato nel 359) (vescovo ariano)
- Placco † (prima del 448 - dopo il 454/455)
- Claudio † (menzionato nel 464/465)[4]
- Enea † (menzionato verso il 495)[4]
- Anastasio †[4]
- Paolo † (prima del 526 - circa 539 deceduto)[5]
- Isaia † (menzionato nel 559)
- Mariano † (prima del 570 - dopo il 601)
- Genesio † (menzionato nel 611)[4]

### Vescovi titolari
- Józef Antoni Łodziński, O.F.M.Conv. † (3 marzo 1729 - 1743 deceduto)
- Wawrzyniec Gutkowski † (15 dicembre 1828 - 24 febbraio 1838 deceduto)
- Giorgio Gabinelli † (21 novembre 1843 - 30 ottobre 1850 deceduto)
- Aires de Ornelas de Vasconcelos † (6 marzo 1871 - 19 settembre 1872 succeduto vescovo di Funchal)
- Jean-Louis Vey, M.E.P. † (30 luglio 1875 - 21 febbraio 1909 deceduto)
- Leonhard Alois von Baumbach, C.P. † (1º marzo 1910 - 1913 succeduto vescovo di Nicopoli)
- Charles Ruch † (14 giugno 1913 - 20 ottobre 1918 succeduto vescovo di Nancy)
- Edmond Heelan † (21 dicembre 1918 - 8 marzo 1920 nominato vescovo di Sioux City)
- Henry John Paul Joseph Nussbaum, C.P. † (22 aprile 1920 - 14 novembre 1922 nominato vescovo di Sault Sainte Marie-Marquette)
- Endre Kriston † (23 agosto 1923 - 3 maggio 1960 deceduto)
- Salvatore Sorrentino † (16 giugno 1960 - 21 febbraio 1974 nominato vescovo di Pozzuoli)
- Nicholas James Samra (22 aprile 1989 - 15 giugno 2011 nominato eparca di Newton)